# Chef

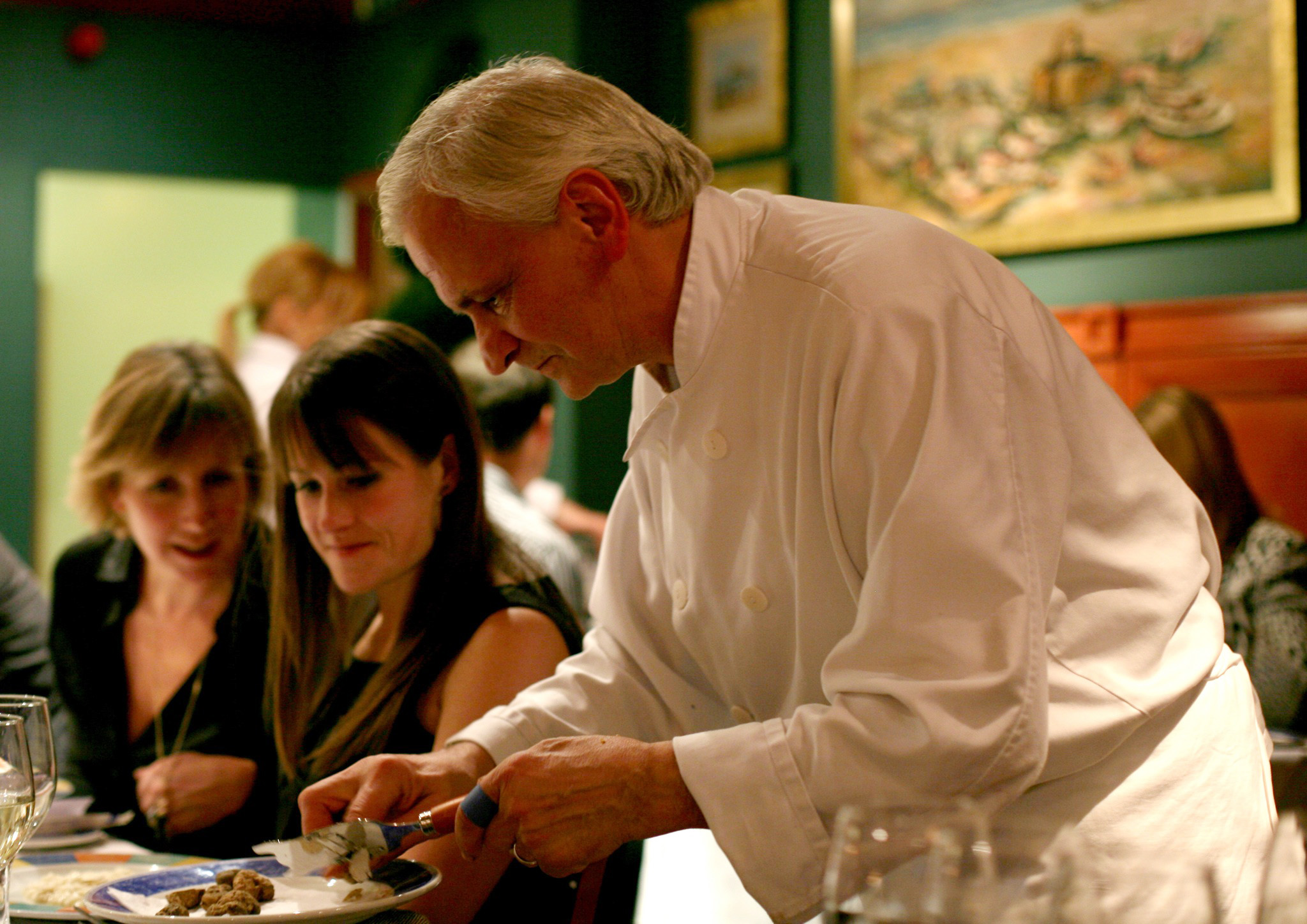
Một đầu bếp người Ý đang chuẩn bị một món truffle cho thực khách

Chef là một đầu bếp lành nghề được đào tạo để thành thạo trong tất cả các khía cạnh của việc chuẩn bị thức ăn, thường tập trung vào một thể loại ẩm thực chuyên biệt. Từ "chef" bắt nguồn từ thuật ngữ chef de cuisine (phát âm tiếng Pháp: [ʃɛf.də.kɥi.zin]), Giám đốc hoặc người đứng đầu một nhà bếp. Chef có thể được đào tạo chính thức từ một tổ chức, cũng như bằng cách học việc với một chef có kinh nghiệm.
Có các thuật ngữ khác nhau sử dụng từ chef trong tiêu đề của họ, và đối phó với các lĩnh vực cụ thể của việc chuẩn bị thức ăn. Ví dụ bao gồm một sous-chef, người đóng vai trò là người chỉ huy thứ hai trong bếp, một chef de partie, người đảm nhiệm một lĩnh vực sản xuất cụ thể. Hệ thống lữ đoàn nhà bếp là một hệ thống phân cấp có trong các nhà hàng và khách sạn sử dụng nhiều nhân viên, nhiều người trong số họ sử dụng từ "chef" trong các chức danh của họ. Bên dưới các đầu bếp là các trợ lý bếp. Đồng phục tiêu chuẩn của một đầu bếp bao gồm một chiếc mũ (được gọi là toque), khăn choàng cổ, áo khoác đôi ngực, tạp dề và giày chắc chắn (có thể bao gồm mũ ngón chân bằng thép hoặc nhựa).